# 56.º Prêmio Jabuti
O 56º Prêmio Jabuti foi realizado em 2014, premiando obras literárias referentes a lançamentos de 2013.

## Prêmios
Os premiados foram:
| Categoria                                   | Obra                                                                       | Autor                                        | Editora                                       |
| Livro do Ano Ficção                         | Breve História de um Pequeno Amor                                          | Marina Colasanti                             | Editora FTD                                   |
| Livro do Ano Não Ficção                     | 1889                                                                       | Laurentino Gomes                             | Editora Globo                                 |
| Capa                                        | A São Paulo de German Lorca                                                | Edson Lemos                                  | IMESP                                         |
| Ilustração                                  | BRASIL – Imagens sob a Ótica da Artista Meire de Oliveira                  | Meire de Oliveira                            | Empresas das Artes                            |
| Ilustração de livro infantil e juvenil      | Bárbaro                                                                    | Renato Moriconi                              | Companhia das Letras                          |
| Arquitetura e urbanismo                     | As Minas de Ouro e a Formação das Capitanias do Sul                        | Nestor Goulart Reis Filho                    | Via das Artes                                 |
| Artes e fotografia                          | Cenografia brasileira: Notas de um Cenógrafo                               | José Carlos Serroni                          | Edições Sesc SP                               |
| Biografia                                   | Getúlio – Do governo Provisório à Ditadura do Estado Novo (1930-1945)      | Lira Neto                                    | Companhia das Letras                          |
| Ciências Exatas, tecnologia e informática   | Estrutura Atômica, Ligações e Estereoquímica                               | Henrique Eisi Toma                           | Editora Edgard Blucher                        |
| Ciências Humanas                            | O Mapa que Inventou o Brasil                                               | Júnia Ferreira Furtado                       | Versal Editores                               |
| Ciências Naturais                           | Livro Vermelho da Flora do Brasil                                          | Gustavo Martinelli e Miguel Avila Moraes     | Andrea Jakobsson Estúdio Editorial            |
| Ciências da Saúde                           | Tratado de Oncologia                                                       | Paulo Marcelo Gehm Hoff                      | Editora Atheneu                               |
| Comunicação                                 | Mídia e Política na América Latina – Globalização, Democracia e Identidade | Carolina Matos                               | Editora Civilização Brasileira                |
| Contos e crônicas                           | Amálgama                                                                   | Rubem Fonseca                                | Nova Fronteira                                |
| Didático e paradidático                     | Alfabeto escalafobético                                                    | Claudio Fragata e Raquel Matsushita          | Jujuba Editora                                |
| Direito                                     | Como Decidem as Cortes? Para uma Crítica do Direito (Brasileiro)           | José Rodrigo Rodriguez                       | Fundação Getúlio Vargas                       |
| Economia, administração e negócios          | Os limites do Possível – A Economia Além da Conjuntura                     | André Lara Resende                           | Companhia das Letras                          |
| Educação                                    | Tenho um Aluno Surdo, e Agora? Introdução à Libras e Educação de Surdos    | Cristina B F Lacerda e Lara F Santos         | Editora Da Universidade Federal De São Carlos |
| Gastronomia                                 | Expedição Brasil Gastronômico – MG-RJ-PE-CE-RN-AM                          | Guta Chaves, Dolores Freixa e Rodrigo Ferraz | Editora Melhoramentos / Editora Boccato       |
| Livro infantil                              | Breve História de um Pequeno Amor                                          | Marina Colasanti                             | Editora FTD                                   |
| Livro juvenil                               | Fragosas Brenhas do Mataréu                                                | Ricardo Azevedo                              | Ática                                         |
| Poesia                                      | Bernini – Poemas 2008-2010                                                 | Horácio Costa                                | Horácio Costa                                 |
| Psicologia e psicanálise                    | O Avesso do Imaginário                                                     | Tania Rivera                                 | Cosac Naify                                   |
| Reportagem                                  | 1889                                                                       | Laurentino Gomes                             | Editora Globo                                 |
| Romance                                     | Reprodução                                                                 | Bernardo Carvalho                            | Companhia das Letras                          |
| Teoria / Crítica literária                  | Fervor das Vanguardas                                                      | Jorge Schwartz                               | Companhia das Letras                          |
| Projeto gráfico                             | Decameron: Giovanni Boccaccio                                              | Elaine Ramos; Nathalia Cury; Zansky          | Cosac Naify                                   |
| Tradução                                    | A Anatomia da Melancolia                                                   | Guilherme Gontijo Flores                     | Editora UFPR                                  |
| Tradução de Obra Literária Inglês-Português | Vênus e Adônis                                                             | Alípio Correia de Franca Neto                | Leya                                          |

## Ver Também
- Prêmio Prometheus
- Os 100 Livros Que mais Influenciaram a Humanidade
- Nobel de Literatura